# 서울 정암사 아미타칠존도
서울 정암사 아미타칠존도(서울 淨巖寺 阿彌陀七尊圖)는 서울특별시 노원구 중계동, 한국불교태고종 정암사에 있는 조선시대의 불화이다. 2011년 9월 8일 서울특별시의 문화재자료 제54호로 지정되었다.

## 개요
붉은 비단 바탕에 은물감으로 그린 선묘(線描) 불화로 흔히 홍탱(紅幀)이라 부르는 불화이다. 정방형 화면에 아미타불과 4보살, 그리고 가섭과 아난이 둥글게 에워싼 원형구도이며, 화면의 상단 좌우에 화불과 보살상을 추가하였다. 불보살상들은 갸름한 얼굴에 이목구비는 소략하지만 전체적으로 우아한 인상이다.
선묘 불화는 필선이 드러나므로 우수한 기량을 지닌 화승들이 그리게 되는데 이 불화는 19세기 전국적으로 화명을 날렸던 화승 천여가 1833년에 그린 불화로 화기에 의하면 칠불사 금정암에 봉안하였음을 알 수 있다. 금암당 천여(錦巖堂 天如, 1794~1878)는 전남 승주 선암사(仙巖寺)에서 주석하며 수많은 불화를 그린 19세기의 유명한 화승이다. 대가의 작품답게 필선이 예리하면서도 힘이 있고 섬세하다. 유려한 옷주름의 필선과 섬세한 문양 등 19세기 불화 중에서도 격조가 높고 완성도 있는 불화로서 문화재자료의 가치가 있다.
화면의 한단부와 배접지가 너덜거리며, 오랫동안 말려져 있었던 듯 화면에 접힌 자국과 구김이 많고 하단 모서리 부분은 찢겨진 상태로 보존 상태는 불량하나, 향좌측 보현보살이 들고 있는 연꽃과 아난상 머리에 칠해진 가채(加彩) 외에는 필선과 채색 등 원형을 유지하고 있다.
 <화기>

道光十三年癸巳」 月日敬造後佛幀」于七佛寺奉安于」 錦井庵」 證明

退隱大禪師」別座 晶儉 金魚 錦庵天如 圓潭乃元」定和」禹贊」益贊」

大施主 淸潭堂」性海」供養主 性仁」大玄」維那鷲峯悟○

이 불화는 화기가 남아있어 연대와 작가를 확실히 알 수 있고, 작례가 드문 홍탱(紅幀)이라는 점에서 서울특별시 문화재자료로 지정되었다

## 같이 보기
- 정암사

## 참고 자료
- 정암사 아미타칠존도 - 국가유산청 국가유산포털